# ديليشس
دِلِشْس أو ديليشيوس (بالإنجليزية: Delicious.com)‏ هو موقع مفضلة اجتماعية يتيح لمستخدميه إضافة ومشاركة روابط مختلفة من الويب. و هو يعتبر من مواقع الويب 2.0 بدأ في سبتمبر من سنة 2003 من طرف مؤسسة الأول خوشوا سشاشتر و هو اليوم جزء من مجموعة مواقع شركة ياهوو!.

## وصلات خارجية
- موقع مفضلة دلشس.
- العنوان السابق: قبل اصطياد اسم النطاق الحالي.